# С 657-Сабина Норд (Ријети)
С 657-Сабина Норд је насеље у Италији у округу Ријети, региону Лацио.
Према процени из 2011. у насељу је живело 10 становника. Насеље се налази на надморској висини од 42 м.